# Água Doce do Maranhão
Água Doce do Maranhão este un oraș în unitatea federativă Maranhão (MA), Brazilia. 